# Giải bóng đá vô địch quốc gia Guam 2011–12
Giải bóng đá vô địch quốc gia Guam 2011–12, có tên chính thức là Giải bóng đá vô địch quốc gia Guam Budweiser vì lý do tài trợ, là giải bóng đá ở Guam.

## Bảng xếp hạng
| XH | Đội                      | Tr | T  | H | T  | BT | BB  | HS  | Đ  | Lên hay xuống hạng |
| -- | ------------------------ | -- | -- | - | -- | -- | --- | --- | -- | ------------------ |
| 1  | Quality Distributors (C) | 20 | 13 | 4 | 3  | 84 | 25  | +59 | 43 |                    |
| 2  | Guam Shipyard            | 20 | 13 | 2 | 5  | 91 | 25  | +66 | 41 |                    |
| 3  | Fuji-Ichiban Espada FC   | 20 | 12 | 1 | 7  | 72 | 54  | +18 | 37 |                    |
| 4  | Cars Plus FC             | 20 | 9  | 4 | 7  | 70 | 50  | +20 | 31 |                    |
| 5  | Guahan ICRC              | 20 | 6  | 0 | 14 | 34 | 128 | -94 | 18 |                    |
| 6  | Paintco Strykers         | 20 | 1  | 1 | 18 | 31 | 100 | -69 | 4  |                    |